# حمد آل الشيخ
حمد بن محمد بن حمد آل الشيخ (30 أكتوبر 1953 - ) سياسي سعودي، شغل منصب وزير التعليم بالمملكة العربية السعودية منذ 27 ديسمبر 2018 حتى 27 سبتمبر 2022. عمل نائباً لوزير التعليم لشؤون البنين بالمرتبة الممتازة في وزارة التعليم خلال الفترة (1433 - 1436هـ).
شارك آل الشيخ في أكثر من 300 برنامج إذاعي وتلفزيوني ذات الشأن الاقتصادي، بالإضافة إلى الصحف المحلية، كما شارك في مشروع السياسة الوطنية للعلوم والتقنية بالمملكة بعيدة المدى، وأشرف على أكثر من 300 بحث ودراسة اقتصادية واستراتيجية وفنية خلال عمله كعميد لمعهد الملك عبدالله للبحوث والدراسات، وصدرت عنه مؤلفات تهتم بالاقتصاد والتنمية وألّف كتبًا عن الاقتصاد الرياضي.

## الحياة العلمية
- دكتوراه بالفلسفة (تخطيط وتنمية اقتصادية) من جامعة ستانفورد في كاليفورنيا بالولايات المتحدة الأمريكية.
- ماجستير تخطيط وتنمية من جامعة ستانفورد.
- ماجستير اقتصاد من جامعة سان فرانسيسكو.
- بكالوريوس علوم إدارية من جامعة الملك سعود.

## المناصب والعضويات

### المناصب الحالية
- رئيس مجلس إدارة المركز الوطني للتعليم الإلكتروني.[2]
- رئيس مجلس إدارة المؤسسة العامة للتدريب التقني والمهني.[3]

### المناصب السابقة
- وزير التعليم منذ 27 ديسمبر 2018 حتى 27 سبتمبر 2022.

- مستشار بالديوان الملكي السعودي، منذ يونيو 2017م.
- رئيس مجلس إدارة الهيئة العامة للولاية على أموال القاصرين ومن في حكمهم منذ فبراير 2018م.
- مساعد تدريس بقسم الاقتصاد بجامعة سان فرانسيسكو 1404-1403هـ.
- أستاذ مساعد بقسم الاقتصاد بكلية العلوم الإدارية بجامعة الملك سعود 1416هـ.
- أستاذ مشارك بقسم الاقتصاد بكلية العلوم الإدارية بجامعة الملك سعود 1426هـ.
- رئيس قسم الاقتصاد بكلية إدارة الأعمال بجامعة الملك سعود 1427 – 1428هـ.
- وكيل كلية إدارة الأعمال للتطوير والاعتماد بجامعة الملك سعود 1428هـ.
- وكيل جامعة الملك سعود للتطوير والجودة بجامعة الملك سعود 1429 – 1430هـ.
- عميد معهد الملك عبد الله للبحوث والدراسات الاستشارية بجامعة الملك سعود 1428 – 1430هـ
- نائب لوزير التعليم لشؤون البنين بالمرتبة الممتازة في وزارة التعليم 1433 – 1436هـ.[4]

### العضويات
- عضو في لجنة السياسات الاقتصادية.
- عضو لجنة سياسات سوق العمل.
- عضو مجلس إدارة المركز الوطني لقياس أداء الأجهزة العامة.
- رئيس مجلس إدارة الهيئة العامة للولاية على أموال القاصرين ومن في حكمهم.
- عضو جمعية اقتصاديات الموارد والبيئة.
- عضو اللجنة المالية بالديوان الملكي السعودي.
- عضو اللجنة الاستراتيجية في مجلس الشؤون الاقتصادية والتنمية.
- عضو جمعية الاقتصاد الأمريكية.
- عضو جمعية الاقتصاد الزراعي الأمريكية.

## المشاركات
- شارك في ما يزيد عن 300 من البرامج الاقتصادية الإذاعية والتلفزيونية ومواضيع اقتصادية في الصحف المحلية.
- شارك في مشروع السياسة الوطنية للعلوم والتقنية بالمملكة العربية السعودية بعيدة المدى، وذلك في الفترة (1421 –1441هـ).
- قام برعاية وتدشين المنصة الوطنية للتعليم الإلكتروني "FutureX".
- أشرف على ما يزيد عن 300 بحث ودراسة اقتصادية واستراتيجية وفنية كعميد لمعهد الملك عبد الله للبحوث والدراسات (1428 – 1430 هـ) له العديد من المؤلفات بالمجال الاقتصادي والتنمية وقام بتأليف عدة كتب بالاقتصاد الرياضي.[5]

## الأوسمة والتكريمات
- منحه الملك سلمان بن عبد العزيز آل سعود وشاح الملك عبد العزيز من الطبقة الثانية في 6 أبريل 2021.[6]
- وسام الملك عبد العزيز من الدرجة الأولى عام 1999.[7]
- نوط المعركة وميدالية تحرير الكويت من قيادة القوات المشتركة 1991.[8]